# Илья-Гранди (Пиауи)

Илья-Гранди на карте штата.

Илья-Гранди (порт. Ilha Grande) — муниципалитет в Бразилии, входит в штат Пиауи. Составная часть мезорегиона Север штата Пиауи. Входит в экономико-статистический микрорегион Литорал-Пиауиенси. Население составляет 8914 человек на 2010 год. Занимает площадь 134,318 км². Плотность населения — 66,36 чел./км².

## Демография
Согласно сведениям, собранным в ходе переписи 2010 г. Национальным институтом географии и статистики (IBGE), население муниципалитета составляет:
| Полное население                               | Полное население                               | Полное население                               | Полное население                               | 8914  |
| ---------------------------------------------- | ---------------------------------------------- | ---------------------------------------------- | ---------------------------------------------- | ----- |
| в том числе:                                   | Городское население                            | 7445                                           | Процент городского населения, %                | 83,52 |
|                                                | Сельское население                             | 1469                                           | Процент сельского населения, %                 | 16,48 |
|                                                | Мужское население                              | 4557                                           | Процент мужского населения, %                  | 51,12 |
|                                                | Женское население                              | 4357                                           | Процент женского населения, %                  | 48,88 |
| Плотность населения, чел/км²                   | Плотность населения, чел/км²                   | Плотность населения, чел/км²                   | Плотность населения, чел/км²                   | 66,36 |
| Население муниципалитета в % к населению штата | Население муниципалитета в % к населению штата | Население муниципалитета в % к населению штата | Население муниципалитета в % к населению штата | 0,29  |

По данным оценки 2016 года, население муниципалитета составляет 9211 жителей.

## Статистика
- Валовой внутренний продукт на 2003 год составляет 12 208 373,00 реалов (данные: Бразильский институт географии и статистики).
- Валовой внутренний продукт на душу населения на 2003 год составляет 1470,00 реалов (данные: Бразильский институт географии и статистики).
- Индекс развития человеческого потенциала на 2000 год составляет 0,561 (данные: Программа развития ООН).